# Kaykhusraw I
Giyath-ad-Din Kaykhusraw I (àrab: غياث الدين كيخسرو بن قلج ارسلان, Ḡīyāṯ ad-Dīn Kayẖusraw ibn Qilij Arslān; persa: غياث الدين كيخسرو بن قلج ارسلان; turc: Gıyaseddin Keyhüsrev) fou sultà de Rum del 1192 al 1197 i del 1205 al 1211.
Era fill d'Izz al-Din Kilidj Arslan II i d'una dona romana d'Orient. Aquest el 1187 va decidir repartir el sultanat entre deu fills, un germà i un nebot i va concedir a Kaykhusraw I la comarca de Sozòpolis (turc Uluborlu). Un dels fills, Kutb al-Din Malik Shah II ibn Kilidj Arslan II, va enderrocar al seu pare i aquest va demanar ajut a Khaykhusraw que el va restablir al tron a Konya.
Mort Izz al-Din Kilidj Arslan II el 1192, Khaykhusraw no va poder fer reconèixer la seva supremacia als altres germans, i alguns van iniciar la guerra contra els veïns per eixamplar territoris. Kutb al-Din va morir el 1197 i el seu hereu Rukn al-Din Sulaymanshah I, hereu de Kutb al-Din, va ocupar Konya i va restaurar al seu profit la unitat del sultanat. Khaykhusraw es va replegar a territori romà d'Orient protegit pel senyor i cap militar Manuel Maurozomes (fill de Teodor Maurozomes i d'una filla il·legítima de l'emperador romà d'Orient Manuel I Comnè 1142-1180) que era el seu sogre (Khaykhusraw estava casat amb una filla de Manuel).
La política del nou sultà fou la de fer conquestes a l'est, el que no agradava als begs turcmans. Mort Rukn al-Din el 1204 només va deixar un fill menor d'edat, Kilidj Arslan III, i Khaykhusraw al cap de poc mesos es va apoderar del sultanat (1205). Maurozome va anar amb ell a Konya, ja que era enemic del nou emperador grec (ara a Nicea) Teodor I Làscaris (1204-1222) i Khaykhusraw va aconseguir que li foren cedides les viles de Khunas i Laodicea (Deñizli) que estaven en litigi entre romans d'Orient i seljúcides. Maurozome va tenir un paper destacat a la política romana d'Orient de Nicea durant 25 anys i segurament és el personatge que Ibn Bibi anomena l'emir Comnè. Breument grups turcmans van ocupar Amisos (Samsun) però el 1206 va passar a Trebisonda i uns dos anys després a Nicea. En canvi al sud va ocupar de manera permanent Antalya en 1207, que fou la primera sortida del sultanat al mar.
El 1209 Aleix III Àngel es va voler fer reconèixer emperador a Nicea, però Teodor I Làscaris s'hi va oposar; Aleix va conspirar contra Teodor amb el suport de Kaikhusraw I, a la cort del qual va fugir el 1210. Teodor i Aleix, aquest amb suport de Rum, es van enfrontar en batalla d'Antioquia al Meandre|una batalla decisiva]] prop d'Antioquia del Meandre (Alaşehir) el 1211, en la qual Giyath al-Din Kaykhusraw I va morir i les seves forces i les de l'antic emperador Aleix van quedar derrotades (Aleix fou fet presoner per Teodor). Li va succeir el seu fill Izz al-Din Kaykaus I.